# Gabriel Baur
Gabriel Baur (geb. vor 1962), auch bekannt als Gabrielle Baur, ist eine Schweizer Filmregisseurin und Autorin.

## Leben und Werk
Baur gelangte über bildende Kunst, Schauspielerei und Ethnologie zum Film. Nach ihrem Master of Arts mit einer Abschlussarbeit über Film an der Universität Zürich besuchte sie die Filmschule an der Universität New York. Sie vertiefte ihre Kenntnisse in Regie und Drehbuch bei Frank Daniel sowie den polnischen Filmemachern Wojciech Marczewski und Krzysztof Kieślowski.
Filme als Drehbuchautorin und Regisseurin (Auswahl): Venus Boyz, Die Bettkönigin, Cada día historia, Die Ausnahme und die Regel, One To Zero, A Tale. Ihre Filme wurden national wie international im Kino und an Festivals gezeigt und mehrfach ausgezeichnet.
Sie ist Mitbegründerin der Onix Filmproduktion. Dozentin, u. a. an der Zürcher Hochschule der Künste, 2003–2010. Seit 2010 Vizepräsidentin des Europäischen Regieverbandes FERA für den Schweizerischen Verband Drehbuch und Regie ARF/FDS. Gabriel Baur ist Mitglied der Schweizer Filmakademie und der Europäischen Filmakademie EFA.